# هاري كريج
هاري كريج (بالإنجليزية: H.A.L. Craig)‏ (28 أكتوبر 1921 - 23 أكتوبر 1978) كاتب أيرلندي يتسم ب الثورية في كتاباته، كتب سيناريو فيلم الرسالة وفيلم أسد الصحراء.

## روابط خارجية
- هاري كريج على موقع IMDb (الإنجليزية)
- هاري كريج على موقع قاعدة بيانات الفيلم (الإنجليزية)